# Charles Allston Collins
Pour les articles homonymes, voir Collins.
Charles Allston Collins, né à Londres le 25 janvier 1828 et mort le 9 avril 1873 dans cette même ville, est un peintre, illustrateur et écrivain britannique associé au mouvement préraphaélique. Il est également le gendre du grand romancier britannique Charles Dickens.

## Biographie
Né à Hampstead un quartier du nord de Londres, Charles Allston Collins est le fils du fils du peintre paysagiste William Collins, Son frère aîné est le romancier Wilkie Collins. Charles fit ses études au Stonyhurst College, situé dans le Lancashire.
À l'âge de dix-neuf ans, Collins s'inscrit à la Royal Academy of Arts où il se lie d'amitié avec les peintres William Holman Hunt et John Everett Millais et s'associe à la confraternité préraphaélite.

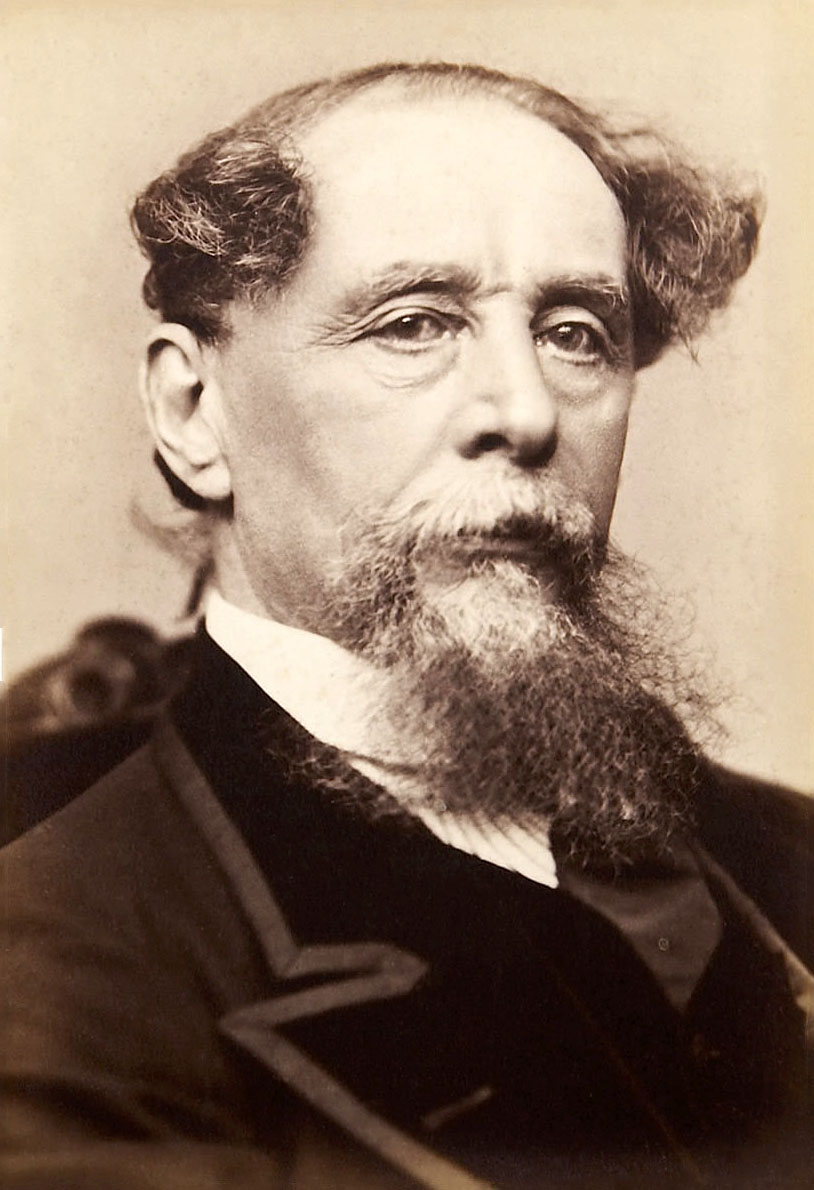
Charles Dickens

À la suite d'un accident durant lequel il a failli se noyer, C. A Collins reste un homme instable et anxieux, obsédé par sa phobie de l'eau. Selon son ami Hunt, à chaque fois que Collins essayait de peindre, il ressentait de vives douleurs à l'estomac et reconnaissait une extrême souffrance et anxiété quand il se mettait à peindre. Son compatriote, John Everett Millais, a affirmé que Charles Allston laissait souvent ses peintures à moitié terminées.
En 1851, son frère Wilkie Collins est présenté à Charles Dickens par un ami commun, Augustus Egg. Une longue amitié et une collaboration vont naître entre les deux hommes. Wilkie présenta, à son tour, Charles Allston au grand écrivain britannique. Celui-ci qui lui demanda alors d'écrire des articles dans l’hebdomadaire de Charles Dickens dénommé All the Year Round et certaines de ses nouvelles y furent publiées. Le 17 juillet 1860, Collins épouse la fille de Charles Dickens prénommée Kate.
Malade, Collins est atteint d'un cancer et décède en 1873. Il est inhumé au cimetière de Brompton à Londres.

## Œuvres

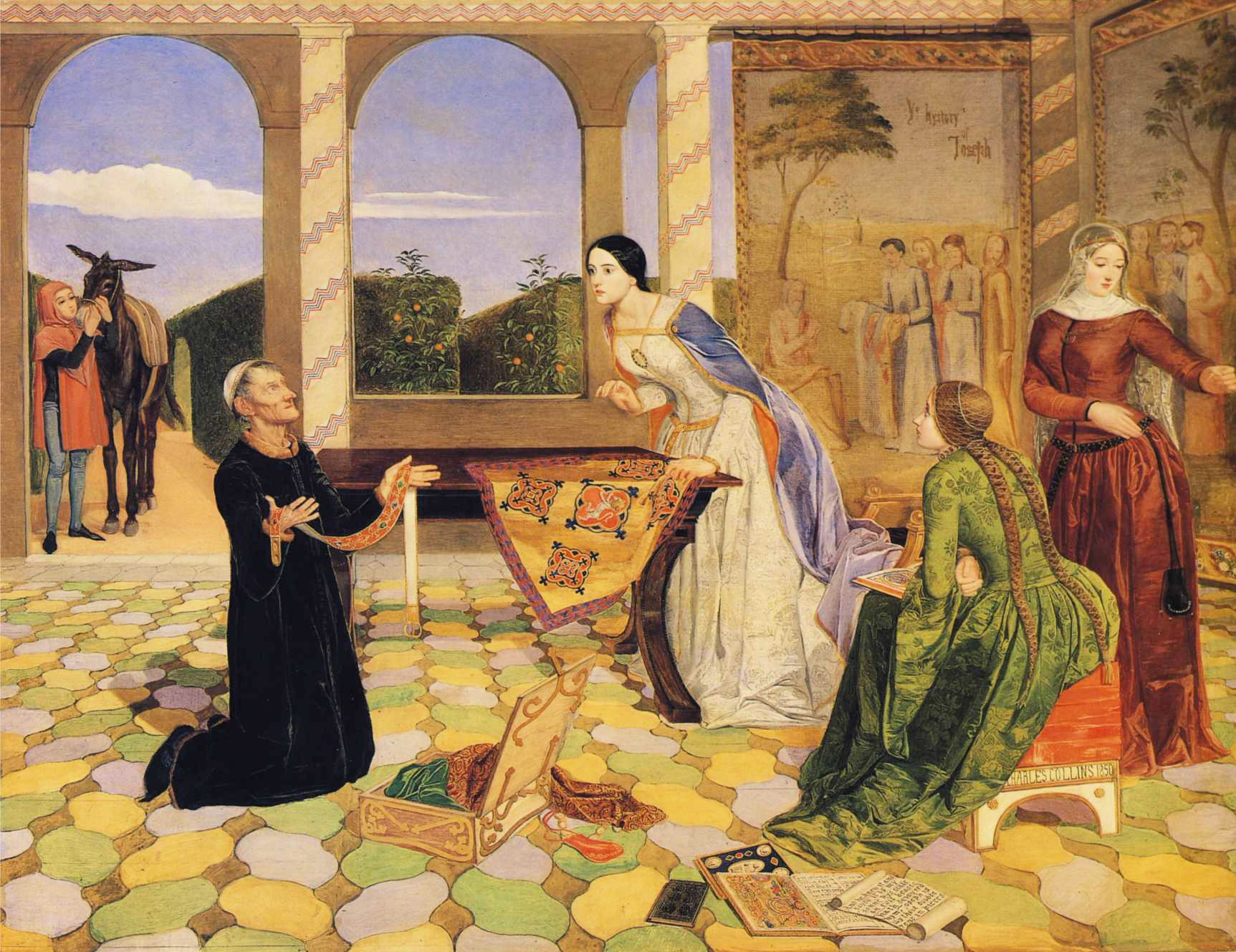
The bedlar (le colporteur) (1850)

### Peinture
Parmi les peintures les plus remarquables de Charles Allston Collins, on peut évoquer l'alerte de Berengaria (1850), Pensées de couvent (1851), May in the Regent's Park (1852) et Good Harvest of 1854 (1855). Il a également peint le portrait de Georgina Hogarth dans le rôle de Lady Grace (1855). Cette femme étant belle-sœur et confidente de Charles Dickens.

### Littérature
Collins a écrit plusieurs petites histoires dont : A New Sentimental Journey (1859), The Eyewitness (1860), et A Cruise upon Wheels (1863). Il est également l'auteur de trois romans : The Bar Sinister (1864), Strathcairn (1864), et At The Bar (1866).

### Illustration
Collins a également dessiné la page de couverture du dernier romans de Charles Dickens, Le Mystère d'Edwin Drood, paru en 1870, année de la mort de l'écrivain.